# Dusun Baru (Vii Koto)
Dusun Baru is een bestuurslaag in het regentschap Tebo van de provincie Jambi, Indonesië. Dusun Baru telt 942 inwoners (volkstelling 2010).